# Кауро
Кауро (фр. Cauro) је насељено место у Француској у региону Корзика, у департману Јужна Корзика.
По подацима из 2011. године у општини је живело 1299 становника, а густина насељености је износила 46,56 становника/km².

## Демографија
| 1962. | 1968. | 1975. | 1982. | 1990. | 2011. |
| ----- | ----- | ----- | ----- | ----- | ----- |
| 543   | 559   | 563   | 595   | 849   | 1.299 |